# 邵章

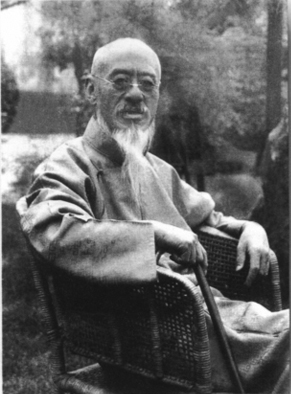

邵章（1872年7月—1953年7月8日），字伯絅，號倬盦，浙江杭州人，中國近代官員，書法家，邵懿辰長孫。

## 生平
邵章於光緒二十七年（1901年）在杭州創建藏書樓，並任監理。光緒二十九年（1903年），中式癸卯科二甲進士，同年闰五月，改翰林院庶吉士；散館授編修。他歷任杭州府中學堂、浙江兩級師範學堂、湖北法政學堂、東三省法政學堂監督，创办浙江蚕学馆、浙江兩級師範學堂，任浙江学务公所议绅、四品卿衔，官至奉天提學使。
中华民国成立后，他歷任北京法政專門學校校長，約法會議議員，司法官懲戒委員會委員，北洋政府平政院評事、庭長、代理院長。民國十四年（1925年）後，任善後會議代表、臨時參議院參政。民國十八年（1929年）為九世班禪額爾德尼聘為秘書長，五年後辭職，居家不仕。
1951年7月，被中華人民共和國中央人民政府聘任為中央文史研究館館員。1953年7月8日病卒。
邵章精於書法，尤善行草。

## 著作
著有《雲淙琴趣詞》四卷，《倬盦詩稿》、《倬盦文稿》八卷。